# Andrena chalybaea
Andrena chalybaea är en biart som först beskrevs av Cresson 1878.  Andrena chalybaea ingår i släktet sandbin, och familjen grävbin. Inga underarter finns listade i Catalogue of Life.